# Maurice Morand
Maurice Morand est un homme politique français né le 2 juin 1869 à Chantonnay (Vendée) et mort le 28 avril 1933 à Poitiers (Vienne).

## Biographie
Avocat à Poitiers, il est sénateur de la Vendée, inscrit au groupe de la Gauche républicaine, de 1920 à 1933, sans jamais avoir fait de politique auparavant. Il intervient souvent sur les questions juridiques, et est souvent désigné comme rapporteur par la commission de la législation civile et criminelle.
Il est également Maire de Chantonnay de 1925 à 1933.

## Sources
- « Maurice Morand », dans le Dictionnaire des parlementaires français (1889-1940), sous la direction de Jean Jolly, PUF, 1960 [détail de l’édition]